# Strong & Beautiful
Singles de Superbus
Un Autre Monde
(2015) On the River
(2016)
Strong & Beautiful est une chanson du groupe de pop rock français Superbus, présente sur l’album Sixtape ; elle en a été le premier extrait paru en single.

## Composition et paroles
La chanson a été co-écrite par Jennifer Ayache et Da Silva, et composée par Jennifer Ayache.
Cette chanson a été écrite dans le contexte pesant des attentats contre Charlie Hebdo le 7 janvier 2015. Jenn explique avoir écrit une première version le lendemain de l'attentat, puis avoir modifié les paroles par la suite pour en faire un hymne sur la confiance en soi, une chanson pour se donner le courage et la force d'accomplir des choses.

## Parution
Le single est sorti sur les plateformes digitales le 4 mars 2016.

## Clip vidéo
Superbus ont d'abord sorti Strong & beautiful avec sa lyrics vidéo sur Youtube. Elles constituée d'images capturées pendant la séance photo de Sixtape, agrémentées des paroles de la chanson. 
Puis, le 22 avril, le groupe sort le clip officiel, co-réalisé par Darius Salimi de WeKapture et par Jenn. Pour ce clip, Superbus retournent à leur esthétique traditionnelle noir/rouge/blanche en y ajoutant néanmoins une atmosphère asiatique. Le clip alterne des scènes de combat opposant Jenn et son équipe de ninjas (castés à l'Académie Franck Ropers) à la jeune youtubeuse Natoo et sa propre équipe, des scènes plus zen avec le groupe en position du lotus ou allongés à même le sol, et des scènes l'on voit plus simplement le groupe jouer dans ce décor.